# Fleming Head
Das Fleming Head ist ein Felsenkliff an der Scott-Küste des ostantarktischen Viktorialands. Es markiert die Südflanke der Mündung des Larsen-Gletschers in das Rossmeer.
Der United States Geological Survey kartierte es anhand eigener Vermessung und Luftaufnahmen der United States Navy aus den Jahren von 1957 bis 1962. Das Advisory Committee on Antarctic Names benannte es 1968 nach John P. Fleming (1928–2008), leitender Bauelektriker bei der US Navy und Mitglied der Überwinterungsmannschaft auf der McMurdo-Station in den Jahren 1962 und 1966.